# Echinorhynchus orestiae
Echinorhynchus orestiae är en hakmaskart som beskrevs av Neveu-Lamaire 1905. Echinorhynchus orestiae ingår i släktet Echinorhynchus och familjen Echinorhynchidae. Inga underarter finns listade i Catalogue of Life.